# Sphenoraia berberii
Sphenoraia berberii (лат.) — вид жуков-листоедов рода Sphenoraia из подсемейства Козявки (Hylaspini, Galerucinae).

## Распространение
Встречается в Китае (Юньнань).

## Описание
Мелкие жуки-листоеды. Самец: длина 5,9—6,4 мм, ширина 3,4—3,6 мм. Самка: длина 5,8—6,2 мм, ширина 3,5—3,8 мм. Голова, переднеспинка и щитик черновато-зелёные, усики, надкрылья, ноги и вентральная поверхность тела коричневые; вершина каждого сегмента брюшка жёлтая, эпиплевры надкрылий от основания до подкрылий жёлтые, соединяются с жёлтыми полосами на основании и вершине надкрылий. Вид был впервые описан в 1992 году.